# Verwendungsaufstieg
Der Verwendungsaufstieg ist im deutschen Beamtenrecht eine Form des Laufbahnwechsels vom mittleren Dienst in den gehobenen Dienst.
Im Gegensatz zum Regelaufstieg, der nur bis zum 44. Lebensjahr möglich ist, ist hier die Vollendung des 45. Lebensjahres und mindestens ein Amt der Besoldungsgruppe A8 (Hauptsekretär/-in) Voraussetzung. Der Verwendungsaufstieg ist nur auf bestimmten Dienstposten möglich, an die der Aufstiegsbewerber gebunden ist.
Nach erfolgreicher Einführung in die Aufgaben des gehobenen Dienstes (in der Regel 6 Monate) wird der Bewerber zum Inspektor (Besoldungsgruppe A9) ernannt.